# Tatra 700
La Tatra 700 est une limousine produite entre 1996 et 1998 par le constructeur automobile tchèque Tatra. Il s’agit de la dernière voiture fabriquée par la marque, qui se consacrera par la suite aux camions.

## Une lueur d’espoir
En 1993, Tatra décide de rendre autonome le département automobile (usine de Příbor) du département camions (toujours basé à Koprivnice). Mais Tatra doit désormais faire face à la concurrence, et ne dispose d’aucun réseau commercial. Cela commence à se faire sentir sur les ventes de la 613. Malgré ce contexte peu réjouissant, la direction y croit encore et présente un nouveau modèle au printemps 1996 : la T700, ou Tatra 700.
Il s’agit en réalité d’une  613 remise au goût du jour par le styliste anglais Geoff Wardl, et ses dessous sont identiques à ceux de la 613/5.
En 1997, Tatra présentent la 700 GT, une version sportive avec un V8 de 411 ch pour 316 km/h. Mais l'auto n'intéressera personne et ne restera qu'un exemplaire unique. Par la suite, la Tatra a été accidentée et son moteur s'est retrouvé sur une supercar tchèque unique. La 700 GT actuelle possède juste un V8 de 232 ch.

## La dernière automobile Tatra

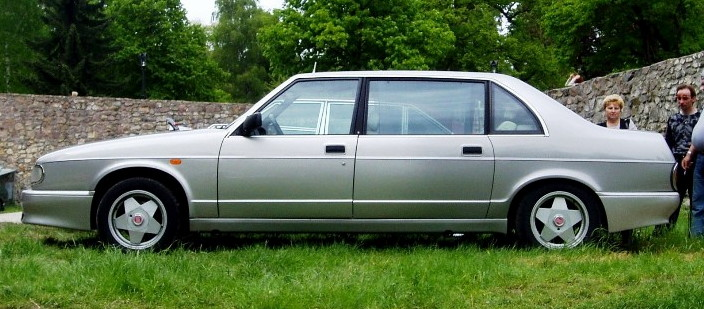
Tatra T700 Phase 2

Mal en point, l’usine cherche un partenaire solide pour garantir la fabrication de la T700, mais sans succès. Pendant une courte période, la limousine cohabitera avec un petit utilitaire à moteur Hyundai, le Beta, censé améliorer la rentabilité de Tatra. Par ailleurs, la société Eccora (spécialisée dans la restauration des Tatra) créé sur la base de la 700 un coupé qui participera à quelques courses.
En 1997, la voiture perd son discret aileron arrière pour une porte de coffre plus massive, mais il est trop tard. Au printemps 1998, Tatra est forcé d’arrêter la production de celle qui sera sa dernière voiture de tourisme, fabriquée à seulement 97 exemplaires…

## Sources
- Bernard Vermeylen, Voitures des pays de l'Est, Boulogne-Billancourt, ETAI, 2008, 239 p. (ISBN 978-2-7268-8808-7, OCLC 470767381)